# Масарамброс
Масарамброс (ісп. Mazarambroz) — муніципалітет в Іспанії, у складі автономної спільноти Кастилія-Ла-Манча, у провінції Толедо. Населення — 1345 осіб (2010).
Муніципалітет розташований на відстані близько 85 км на південь від Мадрида, 18 км на південь від Толедо.
На території муніципалітету розташовані такі населені пункти: (дані про населення за 2010 рік)
- Ель-Кастаньяр: 78 осіб
- Масарамброс: 1267 осіб

## Демографія
Динаміка населення (INE ):

## Галерея зображень

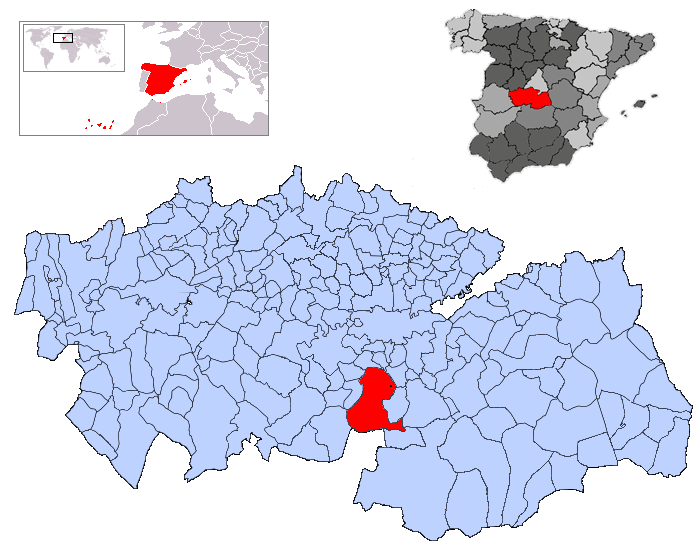
Розташування муніципалітету у провінції Толедо